# Orizovo
Orizovo (bulgariska: Оризово) är ett distrikt i Bulgarien.   Det ligger i kommunen Obsjtina Bratia Daskalovi och regionen Stara Zagora, i den centrala delen av landet, 160 km öster om huvudstaden Sofia.
Trakten runt Orizovo består till största delen av jordbruksmark. Runt Orizovo är det ganska glesbefolkat, med 45 invånare per kvadratkilometer.